# باولو سوزا

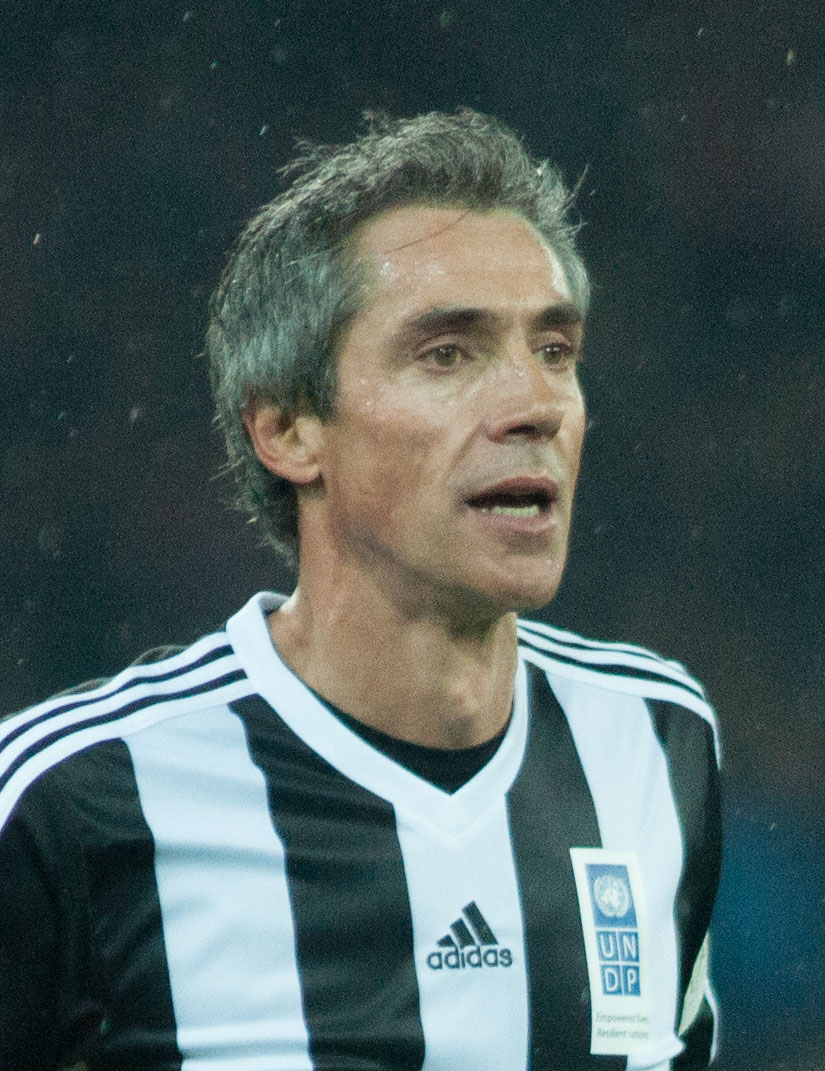
باولو سوزا

باولو مانويل كارفالهو دي سوزا (بالبرتغالية: Paulo Manuel Carvalho de Sousa‏) المعروف باسم باولو سوزا (بالبرتغالية: Paulo Sousa‏) (مواليد 30 أغسطس 1970 بمدينة فيسيو، البرتغال) هو لاعب كرة قدم برتغالي سابق، حيث كان يشغل مركز الوسط المدافع، وهو الآن مدرب حالي لنادي شباب الاهلي الاماراتي .
كان أحد أعضاء الجيل الذهبي البرتغالي، حيث بدأ مسيرته مع نادي بنفيكا، ثم لعب لسبورتينغ لشبونة بعدما خاض معهم منافسات الدوري البرتغالي في 117 مباراة، سجل خلالها ستة أهداف في خمس سنوات. أيضاً شارك مع منتخب البرتغال الوطني في بطولتي بطولة أمم أوروبا، و بطولة كأس العالم.
استمر مستواه بالصعود مما أهله للعب في إيطاليا وألمانيا، حيث حصد بطولة دوري أبطال أوروبا مع يوفنتوس الإيطالي، وبطولة دوري أبطال أوروبا أخرى و كأس الإنتركونتيننتال مع نادي بوروسيا دورتموند الألماني. لكن الإصابات أعاقت مسيرته مما أُجبِرَ على الاعترال في عام 2002.
بدأ مشواره التدريبي في 2005 عندما درب منتخب البرتغال تحت 16 سنة، ثم درب كل من كوينز بارك رينجرز الإنجليزي وليستر سيتي الإنجليزي وسوانزي سيتي الإنجليزي ونادي فيديوتون المجري ونادي مكابي تل أبيب الإسرائيلي ونادي بازل السويسرس. في 2015 تم تعيينه مدرباً لنادي فيورنتينا الإيطالي خلفاً للإيطالي فينشينسو مونتيلا.

## مسيرته الكروية
لعب باولو سوزا خلال مسيرته الاحترافية مع 8 أندية في ستة عشر موسمًا وسجل خلالها 5 أهداف ضمن 257 مباراة. حيث فاز في موسمين بالكأس وفي موسمين بالدوري.
خاض باولو سوزا مسيرته مع نادي بنفيكا في موسم 1989–90 ليلعب معه أربعة مواسم، مشاركًا في 87 مباراة سجل خلالها هدفًا واحدًا. ثم انتقل إلى نادي سبورتينغ لشبونة في موسم 1993–94 لمدة موسم واحد، حيث شارك في 31 مباراة سجل خلالها هدفين. لينتقل بعدها إلى نادي يوفنتوس في موسم 1994–95 ولمدة موسمين، مشاركًا في 54 مباراة سجل خلالها هدفًا واحدًا. ثم انتقل إلى نادي بوروسيا دورتموند للفورميلا في موسم 1996–97 ولمدة موسمين، مشاركًا في 27 مباراة سجل خلالها هدفًا واحدًا أيضًا. هذا وانتقل لاحقًا إلى نادي إنتر ميلان في موسم 1997–98 واستمر معه طيلة ثلاثة مواسم، مشاركًا في 31 مباراة ولم يسجل أي هدف. ثم انتقل بعدها إلى نادي بارما في موسم 1999–00 لمدة موسم واحد، مشاركًا في 8 مباريات ولم يسجل أي هدف أيضًا. ليعود وينتقل من جديد، لكن هذه المرة إلى نادي باناثينايكوس في موسم 2000–01 ولمدة موسمين، مشاركًا في 10 مباريات ولم يسجل أي هدف أيضًا. لينتقل بعدها إلى نادي إسبانيول في موسم 2001–02 لمدة موسم واحد، مشاركًا في 9 مباريات ولم يسجل أي هدف أيضًا.

## روابط خارجية
- باولو سوزا على موقع الاتحاد الدولي (مؤرشف)  (الإنجليزية)
- باولو سوزا على موقع الاتحاد الأوربي (الإنجليزية)
- باولو سوزا على موقع قاعدة بيانات كرة القدم.إي يو (الإنجليزية)
- باولو سوزا على موقع بيانات كرة القدم. دي إي (الألمانية)
- باولو سوزا على موقع ليكيب (الفرنسية)
- باولو سوزا على موقع ناشيونال فوتبول تيمز (الإنجليزية)
- باولو سوزا على موقع Soccerbase.com (مدرب) (الإنجليزية)
- باولو سوزا على موقع Soccerway.com (الإنجليزية)
- باولو سوزا على موقع عالم كرة القدم.نت (الإنجليزية)